# Huvudstyrka
Huvudstyrka, militär term vid förflyttning. Begreppet avser huvuddelen av det förband som förflyttas. Huvudstyrkan föregås av förtruppen, och följs av eftertruppen.